# یواس‌اس آدامز (۱۸۷۴)
یواس‌اس آدامز (۱۸۷۴) (به انگلیسی: USS Adams (1874)) یک کشتی بود که طول آن ۱۸۵ فوت (۵۶ متر) بود. این کشتی در سال ۱۸۷۴ ساخته شد.